# Pomacentrus rodriguesensis
Pomacentrus rodriguesensis là một loài cá biển thuộc chi Pomacentrus trong họ Cá thia. Loài này được mô tả lần đầu tiên vào năm 2003.

## Từ nguyên
Từ định danh được đặt theo tên gọi của đảo Rodrigues (thuộc quần đảo Mascarene), nơi mà loài cá này được biết đến đầu tiên (–ensis: hậu tố biểu thị nơi chốn).

## Phạm vi phân bố và môi trường sống
P. rodriguesensis hiện chỉ được biết đến ở ngoài khơi đảo Rodrigues (thuộc quốc đảo Mauritius). P. rodriguesensis được thu thập tại đầm phá ở độ sâu 9–18 m, gần các rạn san hô của chi Acropora ở khu vực có nhiều phù sa.

## Mô tả
Chiều dài lớn nhất được ghi nhận ở P. rodriguesensis là 8 cm. Cơ thể của P. rodriguesensis có màu xanh lam xám. Vây lưng có dải viền màu vàng. Vây bụng màu vàng, còn vây ngực trong suốt. Vây ngực có đốm đen ở gốc. Mống mắt màu vàng kim.
Số gai ở vây lưng: 14; Số tia vây ở vây lưng: 13–14; Số gai ở vây hậu môn: 2; Số tia vây ở vây hậu môn: 15–16; Số tia vây ở vây ngực: 17–19; Số gai ở vây bụng: 1; Số tia vây ở vây bụng: 5; Số lược mang: 19–21.

## Sinh thái học
Thức ăn của P. rodriguesensis bao gồm tảo và các loài động vật phù du. Chúng là loài có tính lãnh thổ, thường tỏ ra hung hăng với một số loài cá thia khác trong khu vực. Loài này ưa sống đặc biệt gần san hô sống.
Cá đực có tập tính bảo vệ và chăm sóc trứng.